# La guerra (grabados de Dix)
La guerra (en alemán, Der Krieg) es una serie de 50 aguafuertes a punta seca y aguatinta del artista alemán Otto Dix, catalogados por Florian Karsch como K.70 a K.119. Las impresiones fueron publicadas en Berlín en 1924 por Karl Nierendorf, en una edición que incluía impresiones en folio separadas de alta calidad y una versión de menor calidad con 24 impresiones unidas. A menudo se compara con la serie de 82 grabados de Francisco de Goya Los desastres de la guerra. El Museo Británico, que posee un conjunto completo de impresiones en folio, ha descrito la serie como "el logro central de Dix como artista gráfico"; la casa de subastas Christie's lo ha descrito como "una de las mejores y más inquebrantables representaciones de la guerra en el arte occidental".

## Antecedentes
Dix nació en 1891 y estudió arte en Dresde. Fue reclutado en 1915 y sirvió en el Ejército Imperial Alemán como artillero tanto en el Frente Oriental como en el Frente Occidental. Después de la guerra, volvió a estudiar en la Escuela Superior de Bellas Artes de Dresde, y luego en Italia. Fue uno de los fundadores del grupo de arte de vanguardia Dresdner Sezession, de corta duración, y luego apoyó el movimiento posexpresionista Nueva Objetividad.
Sus horribles experiencias en las trincheras inspiraron el arte contra la guerra que creó después de 1920. Dix llamó la atención del público cuando Theodor Däubler lo presentó en Das Kunstblatt en 1920. En 1921, Otto Dix conoció a Karl Nierendorf, un comerciante de arte en Berlín, quien se convirtió en su agente y editor. La gran pintura contra la guerra de Dix La trinchera ("Der Schützengraben") causó una gran controversia cuando se exhibió por primera vez en Colonia en 1923. Fue luego confiscada como arte degenerado (Entartete Kunst) por los nazis y perdida durante la Segunda Guerra Mundial.
La reputación controvertida de Dix continuó en 1925, cuando se defendió con éxito de los cargos de indecencia luego de exhibiciones en Berlín y Darmstadt de dos pinturas de prostitutas. Se convirtió en profesor en la Academia de Dresde en 1927 y volvió a los sentimientos contra la guerra para su tríptico de 1929 a 1932, también titulado La guerra (Der Krieg), cuyo panel central reelabora temas de La trinchera, esta pintura se conserva en la Galerie Neue Meister de Dresde desde 1968.

## Descripción
Los grabados de guerra de Dix se publicaron en 1924, en el décimo aniversario del estallido de la gran guerra, como antídoto contra la interpretación heroica del conflicto. Dix había visto la serie de 82 grabados de Goya Los desastres de la guerra en Basilea: se inspiró en la técnica de grabado de Goya que combinaba aguafuerte y aguatinta para representar terribles escenas de las guerras napoleónicas en España, y creó una serie similar de aguafuertes de las atrocidades de la Primera Guerra Mundial.
Entre otras influencias en los grabados de Dix se encuentran las de obras de Urs Graf, la serie de grabados Las miserias de la guerra de Jacques Callot y el cuadro de Goya El 3 de mayo en Madrid. Algunas de las escenas también se inspiran en bocetos preparatorios para su pintura de 1923 La trinchera, y otras en una visita a las catacumbas de Palermo en 1923–24, y en las fotografías de Ernst Friedrich durante la guerra, publicadas como Krieg dem Kriege ("Guerra contra la guerra") en 1924.
Dix estudió con Wilhelm Herberholz en Düsseldorf para mejorar sus habilidades de grabado antes de embarcarse en las impresiones.
En la serie, Dix representa escenas de ejecuciones y hambrunas, con trincheras y cadáveres en medio de los desolados paisajes de Flandes y el Somme. Muestra imágenes de cadáveres demacrados y en descomposición, esqueletos que hacen muecas, cuerpos crucificados o empalados en alambre de púas, heridos con los ojos desorbitados y las carnes abiertas, en una macabra danza alucinante. Las impresiones se basan en fotografías de la época de la guerra, cientos de bocetos que hizo Dix durante la guerra y sus propios recuerdos.
Diez de las estampas destacan las cargas desproporcionadas que soportaron los soldados de las distintas ramas de las fuerzas armadas: los soldados de infantería son mutilados, heridos, sufren, enloquecen y mueren, mientras que los marineros se dan juergas con las prostitutas. Uno de sus grabados, Soldat und Nonne ("Soldado y monja", K.120) -una imagen gráfica de un soldado que intenta violar a una monja-, fue retirado de la serie antes de su publicación, pero otro Soldat und Hure ("Soldado y puta", K.105) se incluyó bajo el título Besuch bei Madame Germaine in Méricourt ("Visita a la casa de Madame Germaine en Méricourt").
Los grabados miden aproximadamente 22 x 23 cm, impreso en papel color crema de aproximadamente 39,8 x 42,1 cm. La serie fue publicada en Berlín por Karl Nierendorf, como un folio de cincuenta grabados, en cinco carpetas de diez aguafuertes cada una, titulada Der Krieg ("La Guerra"). Dix dio a cada grabado un título, ubicación y descripción, y los dispuso en grupos de diez sin tener en cuenta ningún orden cronológico o temporal, ni el orden en que se hicieron las planchas. Fueron impresos por Otto Felsing en una edición de 70, con los portafolios a un precio de 300 reichsmarks cada uno, o los cinco por 1000 marcos. Nierendorf también publicó un libro que contenía una introducción del autor Henri Barbusse, en una edición de 10.000 a un precio de solo 1,20 marcos, que luego aumentó a 2,40 marcos.

## Recepción
Nierendorf colaboró con la asociación pacifista Never Again War (Nie wieder Krieg) para hacer circular las copias por toda Alemania. Fueron un éxito instantáneo de crítica y público, elogiados por su descripción de la horrible realidad de la guerra moderna en la Primera Guerra Mundial, pero también controvertidos por su crudeza. En la década de 1930, muchas de las obras de Dix fueron condenadas como arte degenerado (Entartete Kunst) por el partido nazi. Un juego completo de los grabados de Dix en poder del Kupferstichkabinett de Berlín se incluyó en la Exposición de Arte Degenerado en 1937.
Varias colecciones públicas, como el Historial de la Grande Guerre en Péronne, el Kupferstichkabinett en el Kunsthalle de Hamburgo, el Museo de Arte Moderno de Nueva York, la Galería Nacional de Australia y el Museo Británico poseen copias. Christie's vendió un juego completo de 50 grabados, anteriormente propiedad de Lothar-Günther Buchheim y dado de baja como un duplicado del Museo Buchheim, en 2017 por 236,750 libras. Sotheby's vendió un juego completo con una copia de Soldat und Nonne en 2014 por 377.000 dólares.

## Lista de grabados
(Usando los títulos dados por Otto Dix)
| Número | Título en alemán                                      | Traducción al español                                                        |
| ------ | ----------------------------------------------------- | ---------------------------------------------------------------------------- |
| I.1    | Soldatengrab zwischen den Linien                      | Tumbas de soldados entre las líneas                                          |
| I.2    | Verschuttete – Januar 1916, Champagne                 | Enterrado vivo – enero 1916, Champaña                                        |
| I.3    | Gastote – Templeux-la-Fosse, August 1916              | Víctimas del gas – Templeux-la-Fosse, agosto de 1916                         |
| I.4    | Trichterfeld bei Dontrien, von Leuchtkugeln erhellt   | Campo de cráteres cerca de Dontrien, iluminado por bengalas                  |
| I.5    | Pferdekadaver                                         | Cadáver de caballo                                                           |
| I.6    | Verwundeter – Herbst 1916, Bapaume                    | Hombre herido – Otoño 1916, Bapaume                                          |
| I.7    | Bei Langemarck – Februar 1918                         | Cerca de Langemarck – Febrero 1918                                           |
| I.8    | Relaisposten – Herbstschlacht in der Champagne        | Poste de relevo – Batalla de otoño en Champaña                               |
| I.9    | Zerfallender Kampfgraben                              | Trincheras colapsadas                                                        |
| I.10   | Fliehender Verwundeter – Sommeschlacht 1916           | Hombre herido huyendo – Batalla del Somme, 1916                              |
| II.1   | Verlassene Stellung bei Neuville                      | Posición abandonada cerca de Neuville                                        |
| II.2   | Sturmtruppe geht unter Gas vor                        | Soldados de asalto avanzan bajo un ataque de gas                             |
| II.3   | Mahlzeit in der Sappe – Lorettohöhe                   | Hora de comer en la trinchera – Alturas de Loretto                           |
| II.4   | Ruhende Kompanie                                      | Compañía de descanso                                                         |
| II.5   | Verlassene Stellung bei Vis-en-Artois                 | Posición abandonada cerca de Vis-en-Artois                                   |
| II.6   | Leiche im Drahtverhau – Flandern                      | Cadáver en alambre de púas – Flandes                                         |
| II.7   | Leuchtkugel erhellt die Monacu-ferme                  | Bengala ilumina una granja en Monacu                                         |
| II.8   | Toter Sappenposten                                    | Centinela muerto en la trinchera                                             |
| II.9   | Totentanz anno 17 – Höhe Toter Mann                   | Danza de la Muerte 1917 – Hombres muertos en las alturas                     |
| II.10  | Die II. Kompanie wird heute Nacht abgelöst            | La segunda compañía será relevada esta noche                                 |
| III.1  | Abgekämpfte Truppe geht zurück – Sommeschlacht        | Retirada de tropas cansadas de la batalla – Batalla del Somme                |
| III.2  | Nächtliche Begegnung mit einem Irrsinnigen            | Encuentro nocturno con un lunático                                           |
| III.3  | Toter im Schlamm                                      | Hombre muerto en el barro                                                    |
| III.4  | Granattrichter mit Blumen – Frühling 1916             | Cráter de granada con flores – Primavera 1916                                |
| III.5  | Die Trümmer von Langemarck                            | Las ruinas de Langemarck                                                     |
| III.6  | Sterbender Soldat                                     | Soldado moribundo                                                            |
| III.7  | Abend in der Wijtschaete-Ebene – November 1917        | Tarde en la llanura de Wijtschate – Noviembre 1917                           |
| III.8  | Gesehen am Steilhang von Cléry-sur-Somme              | Visto en la escarpa de Cléry-sur-Somme                                       |
| III.9  | Gefunden beim Grabendurchstich – Auberive             | Encontrado mientras cavaba una trinchera – Aubérive                          |
| III.10 | Drahtverhau vor dem Kampfgraben                       | Alambre de púas enredado antes de la trinchera                               |
| IV.1   | Schädel                                               | Calavera                                                                     |
| IV.2   | Matrosen in Antwerpen                                 | Marineros en Amberes                                                         |
| IV.3   | Lens wird mit Bomben belegt                           | Lens siendo bombardeada                                                      |
| IV.4   | Frontsoldat in Brüssel                                | Soldado en primera línea en Bruselas                                         |
| IV.5   | Die Irrsinnige von Sainte-Marie-à-Py                  | La loca de Sainte-Marie-à-Py                                                 |
| IV.6   | Besuch bei Madame Germaine in Méricourt               | Visita a la casa de Madame Germaine en Méricourt                             |
| IV.7   | Kantine in Haplincourt                                | Cantina en Haplincourt                                                       |
| IV.8   | Zerschossene                                          | Tiro en pedazos                                                              |
| IV.9   | Durch Fliegerbomben zerstörtes Haus – Tournai         | Casa destruida por bombas aéreas – Tournai                                   |
| IV.10  | Transplantation                                       | Injerto de piel                                                              |
| V.1    | Maschinengewehrzug geht vor – Somme, November 1916    | Avances del escuadrón de ametralladoras – Somme, Noviembre 1916              |
| V.2    | Toter – St. Clément                                   | Hombre muerto – Saint-Clément                                                |
| V.3    | Essenholer bei Pilkem                                 | Transporte de raciones cerca de Pilkem                                       |
| V.4    | Überfall einer Schleichpatrouille                     | Ataque sorpresa                                                              |
| V.5    | Unterstand                                            | Madriguera de zorro                                                          |
| V.6    | Die Schlafenden von Fort Vaux – Gas-Tote              | Los durmientes de Fort Vaux – Víctimas del gas                               |
| V.7    | Verwundetentransport im Houthulster Wald              | Transporte de heridos en el bosque de Houthulst                              |
| V.8    | Die Sappenposten haben nacht das Feuer zu unterhalten | Los puestos avanzados en las trincheras deben mantener el bombardeo nocturno |
| V.9    | Appell der Zurückgekehrten                            | Pasando lista a las tropas que regresan                                      |
| V.10   | Tote vor der Stellung bei Tahure                      | Hombres muertos ante la posición cerca de Tahure                             |